# A Voz do Silêncio (2018)
A Voz do Silêncio é um filme de drama argentino-brasileiro de 2018, dirigido por André Ristum, a partir de um roteiro escrito por ele e Marco Dutra. Produzido por André Ristum, Pablo Torrecillas e Nathalia Videla Peña, o filme é estrelado por um elenco composto por Marieta Severo, Arlindo Lopes, Stephanie de Jongh, Marat Descartes, Cláudio Jaborandy, Augusto Madeira, Nicola Siri e Ricardo Merkin.

## Sinopse
O filme traz a história de sete personagens, aparentemente comuns, conduzindo suas vidas e buscando aquilo que lhe traz satisfação pessoal. Porém, mesmo com suas vidas distantes e diferentes, eles acabam se aproximando pela forma como se orientam na vida com base em suas preocupações mundanas.

## Elenco
- Marieta Severo como Maria Cláudia
- Arlindo Lopes
- Stephanie de Jongh
- Ricardo Merkin
- Marat Descartes
- Claudio Jaborandy
- Milhem Cortaz
- Tassia Cabanas
- Nicola Siri
- Felipe Rio-Ruas como Marcos
- Augusto Madeira
- Marina Clezer
- Enzo Barone como Rodrigo

## Produção
O filme é uma coprodução entre Brasil e Argentina sido produzido pelas empresas Sombumbo Filmes e TC Filmes.[carece de fontes?]

## Lançamento
Em 17 de abril de 2018, foi exibido no Málaga Film Festival, na Espanha. Em novembro de 2018, o filme teve um pré-lançamento no Cine Reserva Cultural, em São Paulo, com sessão apenas para convidados. Foi lançado nos cinemas da Argentina em 14 de junho de 2018, sucesso de público e crítica em Buenos Aires. A partir de 22 de novembro foi lançado nos cinemas brasileiros pela Imovision. Em sua exibição nos cinemas, alcançou um público de 3 195 espectadores, gerando uma receita de 43 698,00 reais.